# Procliano (prepósito)
Procliano (em latim: Proclianus) foi um oficial administrativo romano do século IV, ativo durante os anos da Tetrarquia. Aparece num documento datado de 27 de janeiro de 300 como um prepósito da vexilação da III Legião Diocleciana, que estava estacionada na Tebaida Inferior.